# Zions Bancorporation
Zions Bancorporation — банковская холдинговая компания, расположенная в штате Юта. Холдинг объединяет банки Zions Bank, Amegy Bank, California Bank & Trust, National Bank of Arizona, Nevada State Bank, Vectra Bank Colorado, The Commerce Bank of Washington. Банки холдинга работают в штатах Айдахо, Аризона, Вайоминг, Вашингтон, Калифорния, Колорадо, Невада, Нью-Мексико, Орегон, Техас и Юта. В списке крупнейших публичных компаний мира Forbes Global 2000 за 2021 год компания заняла 1086-е место (454-е по активам, 911-е по чистой прибыли, 1826-е по рыночной капитализации).
Zion's Savings Bank and Trust Company (Сберегательный банк и трастовая компания Сиона) был основан в 1873 году в Юте. В 1957 году он объединился с двумя другими банками штата, образовав Zions First National Bank. В 1960 году страховая и инвестиционная компания Keystone приобрела контрольный пакет акций банка и изменила его название на Zions Utah Bancorporation; в 1987 году в связи с расширением географии деятельности название штата Utah было из названия удалено. В 1966 году было проведено первичное размещение акций. В 1985 году банк вышел на рынок Невады, а в следующем году — Аризоны. Во второй половине 1990-х годов банк вышел на рынки Колорадо, Нью-Мексико, Калифорнии, Орегона и Вашингтона. В 2005 году был куплен техасский Amegy Bank.